# Josefina (pel·lícula)
Josefina és una pel·lícula espanyola de 2021 dirigida per Javier Marco, qui debuta en un llargmetratge després de guanyar el Premi Goya pel millor curtmetratge de ficció en 2021. Li acompanya la guionista Belén Sánchez-Arévalo, amb qui ja va formar tàndem anteriorment.

## Sinopsi
Juan (Roberto Álamo) funcionari de presons, observa en silenci cada diumenge la visita de Berta (Emma Suárez) la mare de Sergio (Miguel Bernardeau) un dels presos. El dia que per fi aconsegueix acostar-se a ella, se sorprèn a si mateix fent-se passar per un altre pare i inventant-se a una filla dins de la presó: Josefina. La necessitat d'omplir el buit en el que viuen Juan i Berta, els porta a continuar trobant-se més enllà de la realitat que els envolta.

## Repartiment
- Emma Suárez - Berta.[4]
- Roberto Álamo - Juan.[4]
- Miguel Bernardeau - Sergio.[5]
- Mabel Rivera - Eladia
- Manolo Solo[6]
- Simón Andreu[6]
- Pedro Casablanc[6]
- Olivia Delcán[6]

## Producció
Josefina, el debut al llargmetratge de Javier Marco com a director, va ser escrit per Belén Sánchez-Arévalo. Coproducció hispano-alemanya, la pel·lícula va ser produïda per White Leaf Productions juntament amb Hoja en Blanco AIE i Achtung Panda! Media GmbH, en associació amb Featurent, amb la participació de RTVE, Telemadrid i Castilla La Mancha Media TV i suport de ICAA, Crea SGR i ECAM. El rodatge va durar d'abril a maig de 2021 i va tenir lloc a indrets de la Regió de Madrid.

## Estrena
La pel·lícula va fer la seva estrena mundial al 69è Festival Internacional de Cinema de Sant Sebastià (SIFF) el 19 de setembre de 2021. També fou projectat al Festival Ópera Prima de Tudela el 25 d'octubre de 2021. Distribuïda per Super 8 Distribución, la pel·lícula fou estrenada a les sales de cinema espanyoles el 5 de novembre de 2021.

## Premis i nominacions
| Any  | Premi              | Categoria                 | Nominat        | Resultat | Ref    |
| ---- | ------------------ | ------------------------- | -------------- | -------- | ------ |
| 2021 | 34ns Premis ASECAN | Millor Actor              | Manolo Solo    | Nominat  | [ 13 ] |
| 2022 | IX Premis Feroz    | Millor actor protagonista | Roberto Álamo  | Nominat  | [ 14 ] |
| 2022 | XXXVI Premis Goya  | Millor actriu             | Emma Suárez    | Pendent  | [ 15 ] |
| 2022 | XXXVI Premis Goya  | Millor director novell    | Javier Marco   | Pendent  | [ 15 ] |
| 2022 | XXXVI Premis Goya  | Millor muntatge           | Miguel Doblado | Pendent  | [ 15 ] |